# 罗马尼亚共产党

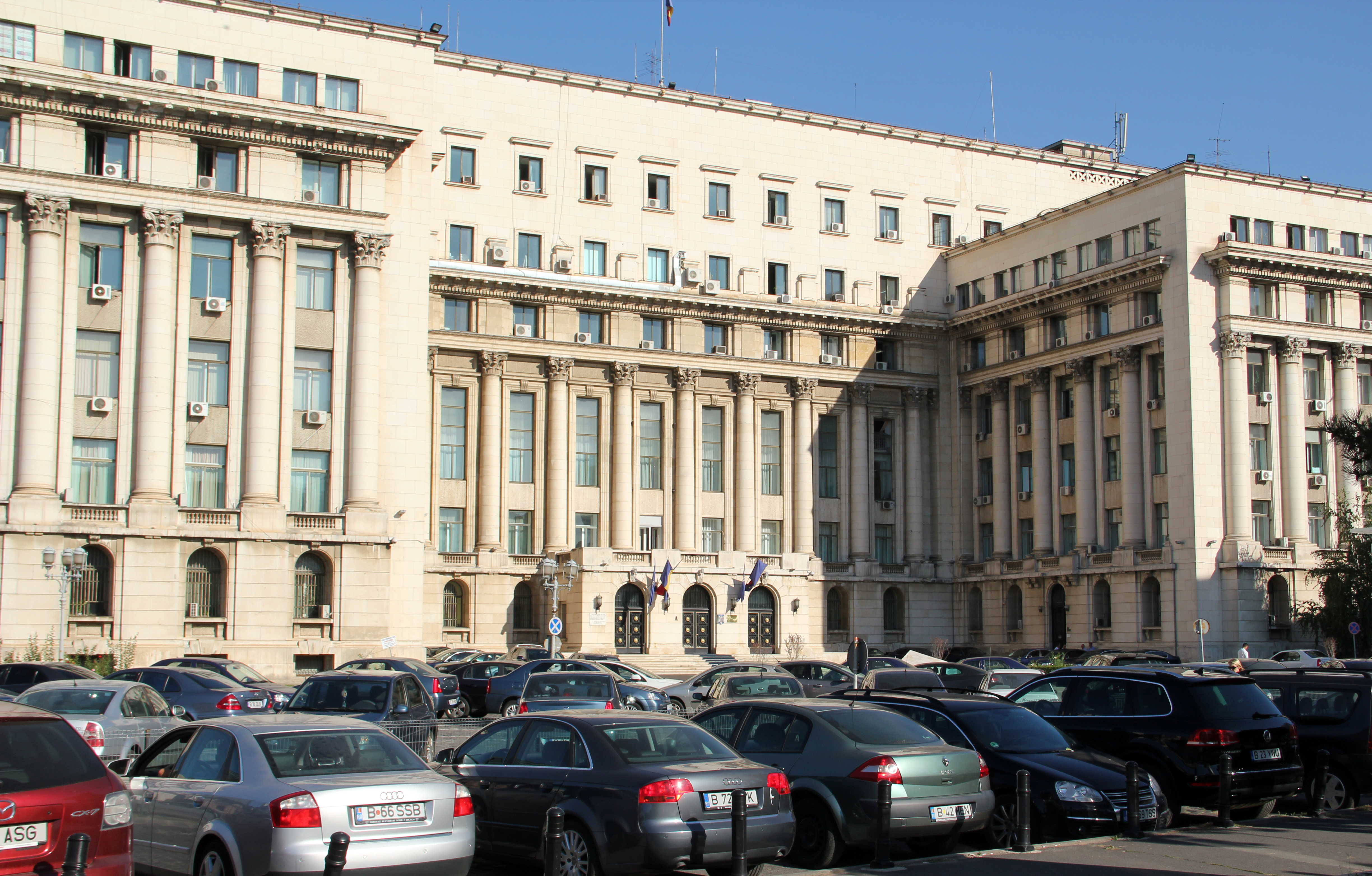
罗马尼亚共产党中央委員會舊址

罗马尼亚共产党（羅馬尼亞語：Partidul Comunist Român），简称罗共（PCR），是罗马尼亚历史上的一个共产主义政党。

## 历史
1921年5月8日，罗马尼亚社会党布尔什维克派改组为社会-共产党；1922年，改名为罗马尼亚共产党。1920年代—1930年代，该党的大部分活动家被监禁或避难于苏联，这导致该党内部出现许多相互竞争的派系，它们有时甚至发生公开冲突，但该党仍通过各种掩护组织参与罗马尼亚政治，其中最著名的是农工集团。二战末期的1944年，苏联红軍攻入羅馬尼亞王國之時，该党聯合米哈伊一世國王，於1944年8月23日发动起义，推翻扬·安东内斯库领导的法西斯主义军事独裁政权，終止羅馬尼亞與納粹德國的同盟，1946年，羅馬尼亞共產黨高票贏得大选。1947年，該黨迫使米哈伊一世國王退位，建立罗马尼亚人民共和国。1948年，与罗马尼亚社会民主党合并为罗马尼亚工人党。1965年，恢复罗马尼亚共产党名称。1989年底，在罗马尼亚革命中解体。

## 历任总书记
- 格奥尔基·克里斯泰斯库（1921年—1924年）
- 埃莱克·克布勒什（1924年—1927年）
- 维塔利·霍洛斯坦科（英语：Vitali Holostenco）（1927年—1931年）
- 亚历山大·斯特凡斯基（英语：Alexander Danieliuk-Stefanski）（1931年—1936年）
- 鲍里斯·斯特凡诺夫（1936年—1940年）
- 斯特凡·福里什（1940年—1944年）
- 康斯坦丁·珀尔伏列斯库（1944年）
- 格奥尔基·乔治乌-德治（1945年—1954年）
- 格奥尔基·阿波斯托尔（1954年—1955年）
- 格奥尔基·乔治乌-德治（1955年—1965年）
- 尼古拉·齐奥塞斯库（1965年—1989年）

## 中央政治局

### 一大（1921年5月）
- 委员：
- 候补委员：

### 二大（1922年10月）
- 委员：格奥尔基·阿波斯托尔、埃米尔·波德纳拉希、约瑟夫·基希涅夫斯基、米隆·康斯坦丁内斯库、特奥哈里·乔治斯库、格奥尔基·乔治乌-德治、特奥多尔·约尔德克斯库、瓦西列·卢卡、亚历山德鲁·莫吉奥罗什、安娜·波克尔、洛塔尔·拉德齐亚努、格奥尔基·瓦西利基、斯特凡·沃伊捷克
- 候补委员：

### 三大（1924年9月）
- 委员：格奥尔基·阿波斯托尔、埃米尔·波德纳拉希、彼得·博里勒、约瑟夫·基希涅夫斯基、米隆·康斯坦丁内斯库、格奥尔基·乔治乌-德治、亚历山德鲁·莫吉奥罗什、康斯坦丁·珀尔伏列斯库、基伏·斯托伊卡
- 候补委员：

### 四大（1928年6月）
- 委员：格奥尔基·阿波斯托尔、埃米尔·波德纳拉希、彼得·博里勒、约瑟夫·基希涅夫斯基、米隆·康斯坦丁内斯库、格奥尔基·乔治乌-德治、亚历山德鲁·莫吉奥罗什、康斯坦丁·珀尔伏列斯库、基伏·斯托伊卡
- 候补委员：

### 五大（1931年12月）
- 委员：格奥尔基·阿波斯托尔、埃米尔·波德纳拉希、彼得·博里勒、约瑟夫·基希涅夫斯基、米隆·康斯坦丁内斯库、格奥尔基·乔治乌-德治、亚历山德鲁·莫吉奥罗什、康斯坦丁·珀尔伏列斯库、基伏·斯托伊卡
- 候补委员：

### 六大（1948年2月）
- 委员：格奥尔基·阿波斯托尔、埃米尔·波德纳拉希、彼得·博里勒、尼古拉·齐奥塞斯库、约瑟夫·基希涅夫斯基、米隆·康斯坦丁内斯库、亚历山德鲁·德勒奇吉、格奥尔基·乔治乌-德治、亚历山德鲁·莫吉奥罗什、康斯坦丁·珀尔伏列斯库、基伏·斯托伊卡
- 候补委员：

### 七大（1955年12月）
- 委员：格奥尔基·阿波斯托尔、埃米尔·波德纳拉希、彼得·博里勒、尼古拉·齐奥塞斯库、亚历山德鲁·德勒奇吉、格奥尔基·乔治乌-德治、亚历山德鲁·莫吉奥罗什、扬·格奥尔基·毛雷尔、基伏·斯托伊卡
- 候补委员：

### 八大（1960年6月）
- 委员：格奥尔基·阿波斯托尔、埃米尔·波德纳拉希、彼得·博里勒、尼古拉·齐奥塞斯库、亚历山德鲁·德勒奇吉、扬·格奥尔基·毛雷尔、亚历山德鲁·莫吉奥罗什、基伏·斯托伊卡

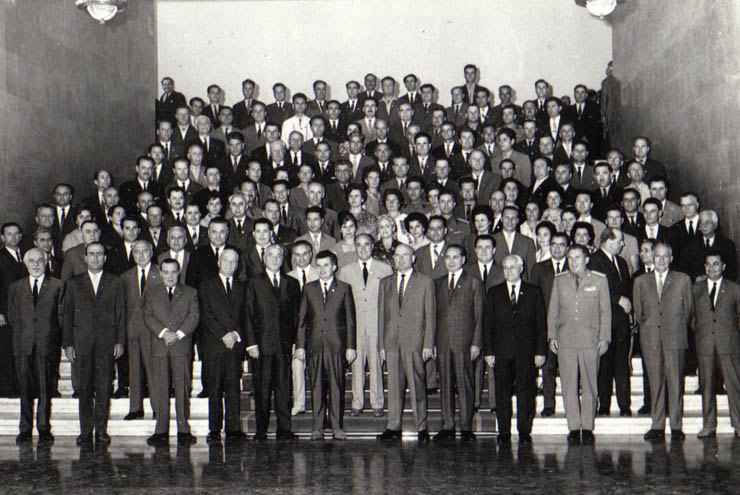
第九次代表大會成員合照

- 候补委员：

### 九大（1965年7月）
- 委员：格奥尔基·阿波斯托尔、亚历山德鲁·伯尔勒迪亚努、埃米尔·波德纳拉希、尼古拉·齐奥塞斯库、亚历山德鲁·德勒奇吉、扬·格奥尔基·毛雷尔、基伏·斯托伊卡、保罗·尼古列斯库-米齐尔、伊利耶·维尔德茨
- 候补委员：

### 十大（1969年8月）
- 委员：埃米尔·波德纳拉希、尼古拉·齐奥塞斯库、扬·格奥尔基·毛雷尔、保罗·尼古列斯库-米齐尔、格奥尔基·帕纳、杜米特鲁·彼特列斯库、格奥尔基·勒杜列斯库、维尔吉尔·特罗芬、伊利耶·维尔德茨、马尼亚·曼内斯库
- 候补委员：

### 十一大（1974年11月）
- 常委：斯特凡·安德烈、尼古拉·齐奥塞斯库、马尼亚·曼内斯库、格奥尔基·奥普雷亚、扬·珀仓、科尔内尔·布尔蒂卡、埃列娜·齐奥塞斯库、格奥尔基·勒杜列斯库、伊利耶·维尔德茨、保罗·尼古列斯库-米齐尔、约瑟夫·邦克
- 委员：
- 候补委员：

### 十二大（1979年11月）
- 常委：斯特凡·安德烈、约瑟夫·邦克、埃米尔·博布、科尔内尔·布尔蒂卡、维尔吉尔·卡扎库、埃列娜·齐奥塞斯库、尼古拉·齐奥塞斯库、尼古拉·康斯坦丁、康斯坦丁·德斯克列斯库、保罗·尼古列斯库-米齐尔、格奥尔基·奥普雷亚、扬·珀仓、杜米特鲁·拉杜·波佩斯库、格奥尔基·勒杜列斯库、伊利耶·维尔德茨
- 委员：
- 候补委员：

### 十三大（1984年11月）
- 常委：埃米尔·博布、埃列娜·齐奥塞斯库、尼古拉·齐奥塞斯库、康斯坦丁·德斯克列斯库、马尼亚·曼内斯库、格奥尔基·奥普雷亚、格奥尔基·勒杜列斯库、伊利耶·维尔德茨
- 委员：
- 候补委员：

### 十四大（1989年11月20日[1]—1989年11月24日[2]）
- 常委：埃米尔·博布、埃列娜·齐奥塞斯库、尼古拉·齐奥塞斯库、康斯坦丁·德斯克列斯库、扬·丁卡、马尼亚·曼内斯库、格奥尔基·奥普雷亚、格奥尔基·勒杜列斯库
- 委员：
- 候补委员：

## 中央书记处

### 一大（1921年5月）
- 总书记：格奥尔基·乔治乌-德治
- 书记：瓦西列·卢卡、安娜·波克尔

### 二大（1922年10月）
- 总书记：格奥尔基·乔治乌-德治
- 书记：特奥哈里·乔治斯库、瓦西列·卢卡、安娜·波克尔

### 三大（1924年9月）
- 总书记：格奥尔基·乔治乌-德治
- 书记：格奥尔基·阿波斯托尔、约瑟夫·基希涅夫斯基、米隆·康斯坦丁内斯库、亚历山德鲁·莫吉奥罗什

### 四大（1928年6月）
- 第一书记：格奥尔基·阿波斯托尔
- 书记：尼古拉·齐奥塞斯库、米哈伊·达列亚、亚诺什·法泽卡什

### 五大（1931年12月）
- 第一书记：格奥尔基·乔治乌-德治
- 书记：尼古拉·齐奥塞斯库、约瑟夫·基希涅夫斯基、亚诺什·法泽卡什

### 六大（1948年2月）
- 第一书记：格奥尔基·乔治乌-德治
- 书记：尼古拉·齐奥塞斯库、约瑟夫·基希涅夫斯基、亚诺什·法泽卡什、格雷戈里·普雷奥蒂亚萨

### 七大（1955年12月）
- 第一书记：格奥尔基·乔治乌-德治
- 书记：尼古拉·齐奥塞斯库、米哈伊·达列亚、亚诺什·法泽卡什、基伏·斯托伊卡

### 八大（1960年6月）
- 第一书记：尼古拉·齐奥塞斯库
- 书记：米哈伊·达列亚、保罗·尼古列斯库-米齐尔、伊利耶·维尔德茨

### 九大（1965年7月）
- 总书记：尼古拉·齐奥塞斯库
- 书记：米哈伊·达列亚、亚历山德鲁·德勒奇吉、马尼亚·曼内斯库、亚历山德鲁·莫吉奥罗什、保罗·尼古列斯库-米齐尔、瓦西列·帕蒂利内茨、列昂廷·拉乌图、维尔吉尔·特罗芬、米哈伊·杰雷、基伏·斯托伊卡、杜米特鲁·波佩斯库

### 十大（1969年8月）
- 总书记：尼古拉·齐奥塞斯库
- 书记：米哈伊·杰雷、马尼亚·曼内斯库、保罗·尼古列斯库-米齐尔、格奥尔基·帕纳、瓦西列·帕蒂利内茨、杜米特鲁·波佩斯库、维尔吉尔·特罗芬、科尔内尔·布尔蒂卡、斯特凡·安德烈、约瑟夫·邦克、扬·丁卡、米隆·康斯坦丁内斯库、伊利耶·维尔德茨、约瑟夫·乌格拉尔

### 十一大（1974年11月）
- 总书记：尼古拉·齐奥塞斯库
- 书记：斯特凡·安德烈、科尔内尔·布尔蒂卡、米哈伊·杰雷、格奥尔基·帕纳、约瑟夫·乌格拉尔、伊利耶·维尔德茨、约瑟夫·邦克、埃米尔·博布、康斯坦丁·德斯克列斯库、奥列尔·杜马、扬·斯特内斯库、维尔吉尔·卡扎库、马林·瓦西勒、瓦西尔·穆萨特、杜米特鲁·波帕、伊莉·杜列斯库

### 十二大（1979年11月）
- 总书记：尼古拉·齐奥塞斯库
- 书记：约瑟夫·邦克、维尔吉尔·卡扎库、康斯坦丁·德斯克列斯库、卢德维克·法泽卡什、杜米特鲁·波帕、杜米特鲁·波佩斯库、伊莉·杜列斯库、马林·瓦西勒、扬·科曼、埃米尔·博布、彼特鲁·埃纳凯、马林·埃纳凯、

格奥尔基·斯托伊卡、米乌·多布雷斯库、伊利耶·维尔德茨、利娜·乔巴努、西尔维乌·库尔蒂恰努、康斯坦丁·拉杜、扬·拉杜、扬·斯托扬

### 十三大（1984年11月）
- 总书记：尼古拉·齐奥塞斯库
- 书记：约瑟夫·邦克、埃米尔·博布、扬·科曼、西尔维乌·库尔蒂恰努、彼特鲁·埃纳凯、康斯坦丁·拉杜、扬·拉杜、扬·斯托扬、伊利耶·维尔德茨、斯特凡·安德烈、科尔内尔·帕科斯特、玛丽亚·吉楚利克、瓦西列·伯尔布列斯库、拉杜·巴兰、康斯坦丁·米特、格奥尔何·特那斯、康斯坦丁·奥尔泰亚努、扬·沙布、伊利耶·马代伊、约瑟夫·萨斯

### 十四大（1989年11月20日[1]—1989年11月24日[2]）
- 总书记：尼古拉·齐奥塞斯库
- 书记：瓦西列·伯尔布列斯库、埃米尔·博布、扬·科曼、西尔维乌·库尔蒂恰努、玛丽亚·吉楚利克、伊利耶·马代伊、康斯坦丁·拉杜、约瑟夫·萨斯